# Stefan Raab/Diskografie
Diese Diskografie ist eine Übersicht über die musikalischen Werke des deutschen Musikers, Komponisten und Produzenten Stefan Raab und seiner Musikprojekte bzw. Pseudonyme wie Dicks on Fire, Alf Igel, Der Raab, Stefan Raab & die Bekloppten, Eddie Rodriguez und Joe Steam. Den Quellenangaben und Schallplattenauszeichnungen zufolge hat er bisher mehr als 3,1 Millionen Tonträger verkauft, davon alleine in seiner Heimat über 2,5 Millionen. Seine erfolgreichste Veröffentlichung ist die Single Maschen-Draht-Zaun mit über einer Million verkauften Einheiten.

## Alben

### Studioalben
| Jahr | Titel Musiklabel                                     | Höchstplatzierung, Gesamtwochen, AuszeichnungChartplatzierungen (Jahr, Titel, Musiklabel, Platzierungen, Wochen, Auszeichnungen, Anmerkungen) | Höchstplatzierung, Gesamtwochen, AuszeichnungChartplatzierungen (Jahr, Titel, Musiklabel, Platzierungen, Wochen, Auszeichnungen, Anmerkungen) | Höchstplatzierung, Gesamtwochen, AuszeichnungChartplatzierungen (Jahr, Titel, Musiklabel, Platzierungen, Wochen, Auszeichnungen, Anmerkungen) | Anmerkungen                                             |
| Jahr | Titel Musiklabel                                     | DE | AT | CH | Anmerkungen                                             |
| ---- | ---------------------------------------------------- | --- | --- | --- | ------------------------------------------------------- |
| 1993 | Get Ready UBM Media (UBM)                            | — | — | — | Erstveröffentlichung: 1993                              |
| 1995 | Stefan Raab & die Bekloppten Ultrapop Records (Edel) | — | — | — | Erstveröffentlichung: 1995                              |
| 1997 | Schlimmer Finger Rare Records (BMG Ariola)           | — | — | — | Erstveröffentlichung: 24. November 1997                 |
| 1998 | Prof. Hase Rare Records (BMG Ariola)                 | DE49 (7 Wo.)DE | — | — | Erstveröffentlichung: 2. Juni 1998                      |
| 2000 | TV Total – Das Album Rare Records (Edel)             | DE2 Gold · (13 Wo.)DE | AT43 (3 Wo.)AT | CH20 (6 Wo.)CH | Erstveröffentlichung: 13. März 2000 Verkäufe: + 150.000 |

### Gemeinschaftsalben
| Jahr | Titel Musiklabel                                               | Anmerkungen                                                       |
| ---- | -------------------------------------------------------------- | ----------------------------------------------------------------- |
| 1990 | The Best of Schäng and the Gäng Vol. 3 Revilo Records (Revilo) | Erstveröffentlichung: 1990 mit Till Brönner als Schäng & the Gang |

### Kompilationen
| Jahr | Titel Musiklabel                                   | Anmerkungen                           |
| ---- | -------------------------------------------------- | ------------------------------------- |
| 2024 | Seine größten Hits – 25 Jahre Rare Records (Alive) | Erstveröffentlichung: 4. Oktober 2024 |

### Soundtracks
| Jahr | Titel                                                             | Höchstplatzierung, Gesamtwochen, AuszeichnungChartplatzierungen (Jahr, Titel, Platzierungen, Wochen, Auszeichnungen, Anmerkungen) | Höchstplatzierung, Gesamtwochen, AuszeichnungChartplatzierungen (Jahr, Titel, Platzierungen, Wochen, Auszeichnungen, Anmerkungen) | Höchstplatzierung, Gesamtwochen, AuszeichnungChartplatzierungen (Jahr, Titel, Platzierungen, Wochen, Auszeichnungen, Anmerkungen) | Anmerkungen                         |
| Jahr | Titel                                                             | DE | AT | CH | Anmerkungen                         |
| ---- | ----------------------------------------------------------------- | --- | --- | --- | ----------------------------------- |
| 2004 | (T)Raumschiff Surprise – Periode 1 – Die Songs Warner Music (WMG) | DE5 (14 Wo.)DE | AT5 (10 Wo.)AT | CH20 (9 Wo.)CH | Erstveröffentlichung: 16. Juli 2004 |

## Singles
| Jahr | Titel Album                                                                         | Höchstplatzierung, Gesamtwochen, AuszeichnungChartplatzierungen (Jahr, Titel, Album, Platzierungen, Wochen, Auszeichnungen, Anmerkungen) | Höchstplatzierung, Gesamtwochen, AuszeichnungChartplatzierungen (Jahr, Titel, Album, Platzierungen, Wochen, Auszeichnungen, Anmerkungen) | Höchstplatzierung, Gesamtwochen, AuszeichnungChartplatzierungen (Jahr, Titel, Album, Platzierungen, Wochen, Auszeichnungen, Anmerkungen) | Anmerkungen |
| Jahr | Titel Album                                                                         | DE | AT | CH | Anmerkungen |
| ---- | ----------------------------------------------------------------------------------- | --- | --- | --- | --- |
| 1994 | Böörti Böörti Vogts Stefan Raab & die Bekloppten                                    | DE4 (12 Wo.)DE | — | — | Erstveröffentlichung: 11. Juli 1994                                                                                     |
| 1995 | Ein Bett im Kornfeld Stefan Raab & die Bekloppten                                   | DE27 (13 Wo.)DE | — | — | Erstveröffentlichung: 5. Juni 1995 feat. Jürgen Drews & Bürger Lars Dietrich Original: Gene Cotton – Let Your Love Flow |
| 1995 | Ich mache nur noch Volksmusik Stefan Raab & die Bekloppten                          | — | — | — | Erstveröffentlichung: 1995                                                                                              |
| 1996 | Hier kommt die Maus Die CD mit der Maus                                             | DE2 Gold · (19 Wo.)DE | AT38 (1 Wo.)AT | CH12 (12 Wo.)CH | Erstveröffentlichung: 26. Februar 1996 Verkäufe: + 400.000 Original: Hans Posegga – Die Sendung mit der Maus            |
| 1997 | Probier’s mal mit Gemütlichkeit (Schön Locker) Schlimmer Finger                     | DE89 (4 Wo.)DE | — | — | Erstveröffentlichung: 2. Juni 1997 Original: P. Harris & B. Reitherman – The Bare Necessities                           |
| 1997 | Es war Sommer (… und bei uns Winter) Schlimmer Finger                               | DE88 (3 Wo.)DE | — | — | Erstveröffentlichung: 13. Oktober 1997 feat. Mirco Nontschew                                                            |
| 1998 | Schlimmer Finger                                                                    | — | — | — | Erstveröffentlichung: 1998                                                                                              |
| 1999 | Maschen-Draht-Zaun TV total – Das Album • On the Road                               | DE1 ×3Dreifachgold · (14 Wo.)DE | AT1 Platin · (15 Wo.)AT | CH2 (15 Wo.)CH | Erstveröffentlichung: 12. November 1999 Verkäufe: + 1.000.000; mit Truck Stop                                           |
| 2000 | Wadde hadde dudde da? TV total – Das Album                                          | DE2 (9 Wo.)DE | AT34 (1 Wo.)AT | CH33 (5 Wo.)CH | Erstveröffentlichung: 14. Februar 2000                                                                                  |
| 2000 | Ho mir ma ne Flasche Bier (Schluck, Schluck, Schluck) Seine größten Hits – 25 Jahre | DE2 Gold · (8 Wo.)DE | AT15 (5 Wo.)AT | CH47 (4 Wo.)CH | Erstveröffentlichung: 24. September 2000 Verkäufe: + 250.000; feat. DJ Bundeskanzler                                    |
| 2001 | Sensaçion Seine größten Hits – 25 Jahre                                             | DE30 (6 Wo.)DE | AT38 (7 Wo.)AT | CH92 (3 Wo.)CH | Erstveröffentlichung: 14. Mai 2001 als Eddie Rodriguez                                                                  |
| 2001 | Wir kiffen! Seine größten Hits – 25 Jahre                                           | DE3 Gold · (14 Wo.)DE | AT4 Gold · (19 Wo.)AT | CH6 (15 Wo.)CH | Erstveröffentlichung: 26. November 2001 Verkäufe: + 270.000                                                             |
| 2002 | Gebt das Hanf frei! Seine größten Hits – 25 Jahre                                   | DE4 (9 Wo.)DE | AT13 (9 Wo.)AT | CH40 (6 Wo.)CH | Erstveröffentlichung: 25. November 2002 feat. Shaggy                                                                    |
| 2004 | Space-Taxi (T)Raumschiff Surprise – Periode 1 (O.S.T.)                              | DE2 (17 Wo.)DE | AT2 (18 Wo.)AT | CH7 (15 Wo.)CH | Erstveröffentlichung: 5. Juli 2004 feat. Spucky, Kork & Schrotty                                                        |
| 2005 | I Want Rock (T)Raumschiff Surprise – Periode 1 (O.S.T.)                             | DE23 (6 Wo.)DE | AT49 (3 Wo.)AT | — | Erstveröffentlichung: 27. Juni 2005 mit Rick Kavanian & Max Mutzke als Dicks on Fire                                    |
| 2007 | S. U. P. E. R. B. A. D. Motherfucker Seine größten Hits – 25 Jahre                  | DE60 (2 Wo.)DE | — | — | Erstveröffentlichung: 19. Oktober 2007 mit Rick Kavanian & Max Mutzke als Dicks on Fire                                 |
| 2011 | Satellite (Rockabilly Version) –                                                    | DE24 (2 Wo.)DE | — | — | Erstveröffentlichung: 14. Mai 2011 feat. Lena; Original: Lena                                                           |
| 2012 | All In (Alles auf Risiko) –                                                         | — | — | — | Erstveröffentlichung: 18. September 2012                                                                                |
| 2012 | Ävver et Hätz bliev he in Kölle Höhner 4.0 – Live und in Farbe                      | DE38 (4 Wo.)DE | — | — | Erstveröffentlichung: 8. November 2012 mit Höhner                                                                       |
| 2013 | Revolution Hits total 2013 (Sampler)                                                | DE63 (1 Wo.)DE | — | — | Erstveröffentlichung: 11. Oktober 2013 mit Max Mutzke als Dicks on Fire feat. Lena                                      |
| 2014 | Wir kommen, um ihn zu holen Seine größten Hits – 25 Jahre                           | DE43 (5 Wo.)DE | — | — | Erstveröffentlichung: 26. Mai 2014                                                                                      |
| 2015 | Surfin’ Bird –                                                                      | — | — | — | Erstveröffentlichung: 9. Oktober 2015 Original: The Trashmen                                                            |
| 2024 | Pa aufs Maul –                                                                      | DE84 (1 Wo.)DE | — | — | Erstveröffentlichung: 14. September 2024 feat. Sido & Ski Aggu                                                          |
| 2025 | Rambo Zambo (Was is Bubatz?) –                                                      | — | — | — | Erstveröffentlichung: 21. Februar 2025 feat. Fritze Merz                                                                |
| 2025 | Weil wir so supergeil drauf sind –                                                  | — | — | — | Erstveröffentlichung: 8. August 2025 mit Michael Herbig                                                                 |
| 2025 | Bitte lass das Licht an –                                                           | — | — | — | Erstveröffentlichung: 8. August 2025 als Wolfgang mit Max Mutzke                                                        |

## Videoalben und Musikvideos

### Videoalben
| Jahr | Titel Musiklabel                                          | Höchstplatzierung, Gesamtwochen, AuszeichnungChartplatzierungen (Jahr, Titel, Musiklabel, Platzierungen, Wochen, Auszeichnungen, Anmerkungen) | Höchstplatzierung, Gesamtwochen, AuszeichnungChartplatzierungen (Jahr, Titel, Musiklabel, Platzierungen, Wochen, Auszeichnungen, Anmerkungen) | Höchstplatzierung, Gesamtwochen, AuszeichnungChartplatzierungen (Jahr, Titel, Musiklabel, Platzierungen, Wochen, Auszeichnungen, Anmerkungen) | Anmerkungen                                               |
| Jahr | Titel Musiklabel                                          | DE | AT | CH | Anmerkungen                                               |
| ---- | --------------------------------------------------------- | --- | --- | --- | --------------------------------------------------------- |
| 2001 | TV total Alive (Alive)                                    | DE— PlatinDE | — | — | Erstveröffentlichung: 2001 Verkäufe: + 50.000             |
| 2002 | TV total, Vol. 2 Alive (Alive)                            | DE63 Gold · (6 Wo.)DE | — | — | Erstveröffentlichung: 2. Dezember 2002 Verkäufe: + 25.000 |
| 2003 | TV total, Vol. 3 Sony Music (Sony)                        | DE40 (5 Wo.)DE | — | — | Erstveröffentlichung: 17. November 2003                   |
| 2004 | TV total, Vol. 4 Sony Music (Sony)                        | — | — | — | Erstveröffentlichung: 6. Dezember 2004                    |
| 2009 | 10 Jahre TV total – Die jubiläums DVD Sony Music (Sony)   | DE— GoldDE | — | CH3 (10 Wo.)CH | Erstveröffentlichung: 13. März 2009 Verkäufe: + 25.000    |
| 2014 | TV total – 15 Jahre – Die Jubiläums-DVD Sony Music (Sony) | — | — | CH3 (8 Wo.)CH | Erstveröffentlichung: 25. April 2014                      |

### Musikvideos
| Jahr | Titel                                     | Regie                                                                |
| ---- | ----------------------------------------- | -------------------------------------------------------------------- |
| 1994 | Böörti Böörti Vogts (2 Versionen)         | Reiner Zufall (Version 1) Rudi Dolezal, Hannes Rossacher (Version 2) |
| 1995 | Ein Bett im Kornfeld                      |                                                                      |
| 1995 | Ich mache nur noch Volksmusik             | Stefan Ruzowitzky                                                    |
| 1996 | Hier kommt die Maus                       | Ercin Filizli                                                        |
| 1997 | Es war Sommer (… und bei uns Winter)      | Norbert Heitker                                                      |
| 1998 | Schlimmer Finger                          | Matthias Edlinger, Tommy Krappweis                                   |
| 1999 | Maschen-Draht-Zaun                        |                                                                      |
| 2000 | Wadde hadde dudde da?                     | Ladislaus Kiraly                                                     |
| 2001 | Wir kiffen!                               |                                                                      |
| 2002 | Gebt das Hanf frei!                       | Stefan Raab                                                          |
| 2004 | Space-Taxi                                | Michael Herbig                                                       |
| 2012 | All In (Alles auf Risiko)                 |                                                                      |
| 2012 | Ävver et Hätz bliev he in Kölle           |                                                                      |
| 2014 | Wir kommen, um ihn zu holen (3 Versionen) | Frank Paul Husmann, Stefan Raab                                      |
| 2024 | Pa aufs Maul                              |                                                                      |
| 2025 | Weil wir so supergeil drauf sind          |                                                                      |
| 2025 | Bitte lass das Licht an                   | Michael Herbig                                                       |

## Autorenbeteiligungen und Produktionen
Stefan Raab als Autor (A) und Produzent (P) in den Charts

| Jahr | Titel Interpretation                                                                          | Höchstplatzierung, Gesamtwochen, AuszeichnungChartplatzierungen (Jahr, Titel, Interpretation, Platzierungen, Wochen, Auszeichnungen, Anmerkungen) | Höchstplatzierung, Gesamtwochen, AuszeichnungChartplatzierungen (Jahr, Titel, Interpretation, Platzierungen, Wochen, Auszeichnungen, Anmerkungen) | Höchstplatzierung, Gesamtwochen, AuszeichnungChartplatzierungen (Jahr, Titel, Interpretation, Platzierungen, Wochen, Auszeichnungen, Anmerkungen) | Anmerkungen                                                                                                  |
| Jahr | Titel Interpretation                                                                          | DE | AT | CH | Anmerkungen                                                                                                  |
| --- | --------------------------------------------------------------------------------------------- | --- | --- | --- | --- |
| 1994 | Böörti Böörti Vogts A, P Stefan Raab & die Bekloppten                                         | DE4 (12 Wo.)DE | — | — | Erstveröffentlichung: 11. Juli 1994                                                                          |
| 1995 | Ein Bett im Kornfeld P Stefan Raab feat. Jürgen Drews & Bürger Lars Dietrich                  | DE27 (13 Wo.)DE | — | — | Erstveröffentlichung: 5. Juni 1995 Original: Gene Cotton – Let Your Love Flow                                |
| 1996 | Hier kommt die Maus A, P Stefan Raab                                                          | DE2 Gold · (19 Wo.)DE | AT38 (1 Wo.)AT | CH12 (12 Wo.)CH | Erstveröffentlichung: 26. Februar 1996 Verkäufe: + 400.000 Original: Hans Posegga – Die Sendung mit der Maus |
| 1996 | Alles mit’m Mund A, P Die Prinzen                                                             | DE96 (1 Wo.)DE | — | — | Erstveröffentlichung: 24. Mai 1996                                                                           |
| 1996 | Sexy Eis P Bürger Lars Dietrich                                                               | DE12 (17 Wo.)DE | AT11 (10 Wo.)AT | CH11 (10 Wo.)CH | Erstveröffentlichung: 24. Mai 1996 Original: Dr. Hook – Sexy Eyes                                            |
| 1997 | Probier’s mal mit Gemütlichkeit (Schön Locker) A Stefan Raab                                  | DE89 (4 Wo.)DE | — | — | Erstveröffentlichung: 2. Juni 1997 Original: P. Harris & B. Reitherman – The Bare Necessities                |
| 1997 | Es war Sommer (…und bei uns Winter) A, P Stefan Raab feat. Mirco Nontschew                    | DE88 (3 Wo.)DE | — | — | Erstveröffentlichung: 13. Oktober 1997                                                                       |
| 1998 | Guildo hat euch lieb! A, P Guildo Horn & die Orthopädischen Strümpfe                          | DE4 (16 Wo.)DE | AT37 (1 Wo.)AT | CH17 (4 Wo.)CH | Erstveröffentlichung: 2. März 1998                                                                           |
| 1999 | Ö La Palöma Blanca P Ö La Palöma Boys                                                         | DE2 Platin · (14 Wo.)DE | AT10 (9 Wo.)AT | CH4 (10 Wo.)CH | Erstveröffentlichung: 31. Mai 1999 Verkäufe: + 650.000 George Baker Selection – Paloma Blanca                |
| 1999 | Once You Drink Tequila A, P Ö La Palöma Boys                                                  | DE20 (5 Wo.)DE | — | CH30 (4 Wo.)CH | Erstveröffentlichung: 13. August 1999                                                                        |
| 1999 | Maschen-Draht-Zaun A, P Stefan Raab & Truck Stop                                              | DE1 ×3Dreifachgold · (14 Wo.)DE | AT1 Platin · (15 Wo.)AT | CH2 (15 Wo.)CH | Erstveröffentlichung: 12. November 1999 Verkäufe: + 1.000.000                                                |
| 2000 | Wadde hadde dudde da? A, P Stefan Raab                                                        | DE2 (9 Wo.)DE | AT34 (1 Wo.)AT | CH33 (5 Wo.)CH | Erstveröffentlichung: 14. Februar 2000                                                                       |
| 2000 | Will I Ever A, P Dankner                                                                      | — | — | CH40 (15 Wo.)CH | Erstveröffentlichung: 12. Mai 2000                                                                           |
| 2000 | Ho mir ma ne Flasche Bier (Schluck, Schluck, Schluck) A, P Stefan Raab feat. DJ Bundeskanzler | DE2 Gold · (8 Wo.)DE | AT15 (5 Wo.)AT | CH47 (4 Wo.)CH | Erstveröffentlichung: 24. September 2000 Verkäufe: + 250.000                                                 |
| 2001 | Ce qu’on sait A, P Dankner feat. Tyron Ricketts                                               | DE35 (4 Wo.)DE | — | CH34 (6 Wo.)CH | Erstveröffentlichung: 26. März 2001                                                                          |
| 2001 | Ich liebe deutsche Land (De Det De Det De Dä) P Verna Mae Bentley-Krause                      | DE27 (6 Wo.)DE | — | — | Erstveröffentlichung: 23. April 2001                                                                         |
| 2001 | Sensaçion A, P Eddie Rodriguez                                                                | DE30 (6 Wo.)DE | AT38 (7 Wo.)AT | CH92 (3 Wo.)CH | Erstveröffentlichung: 14. Mai 2001                                                                           |
| 2001 | Wir kiffen! A, P Stefan Raab                                                                  | DE3 Gold · (14 Wo.)DE | AT4 Gold · (19 Wo.)AT | CH6 (15 Wo.)CH | Erstveröffentlichung: 26. November 2001 Verkäufe: + 265.000                                                  |
| 2002 | Ehrlichere Politiker P Christel Jenniches                                                     | DE63 (2 Wo.)DE | — | — | Erstveröffentlichung: 6. November 2002                                                                       |
| 2002 | Gebt das Hanf frei! A, P Stefan Raab feat. Shaggy                                             | DE4 (9 Wo.)DE | AT13 (9 Wo.)AT | CH40 (6 Wo.)CH | Erstveröffentlichung: 25. November 2002                                                                      |
| 2004 | Can’t Wait Until Tonight A, P Max                                                             | DE1 Platin · (18 Wo.)DE | AT2 (24 Wo.)AT | CH4 (18 Wo.)CH | Erstveröffentlichung: 12. März 2004 Verkäufe: + 300.000                                                      |
| 2004 | Space-Taxi A, P Stefan Raab feat. Spucky, Kork & Schrotty                                     | DE2 (17 Wo.)DE | AT2 (18 Wo.)AT | CH7 (15 Wo.)CH | Erstveröffentlichung: 5. Juli 2004                                                                           |
| 2004 | Schwarz auf Weiß A, P Max Mutzke                                                              | DE18 (10 Wo.)DE | AT47 (9 Wo.)AT | CH42 (5 Wo.)CH | Erstveröffentlichung: 3. Dezember 2004                                                                       |
| 2005 | Spür dein Licht A, P Max Mutzke                                                               | DE79 (2 Wo.)DE | — | — | Erstveröffentlichung: 14. Februar 2005                                                                       |
| 2005 | I Want Rock A, P Dicks on Fire                                                                | DE23 (6 Wo.)DE | AT49 (3 Wo.)AT | — | Erstveröffentlichung: 27. Juni 2005                                                                          |
| 2007 | Mein Automobil P Max Mutzke                                                                   | DE28 (7 Wo.)DE | AT48 (2 Wo.)AT | — | Erstveröffentlichung: 8. Juni 2007                                                                           |
| 2007 | S. U. P. E. R. B. A. D. Motherfucker A, P Dicks on Fire                                       | DE60 (2 Wo.)DE | — | — | Erstveröffentlichung: 19. Oktober 2007                                                                       |
| 2007 | Denn es bist du A, P Max Mutzke                                                               | DE79 (1 Wo.)DE | — | — | Erstveröffentlichung: 5. November 2007                                                                       |
| 2010 | Love Me A, P Lena Meyer-Landrut                                                               | DE4 (12 Wo.)DE | AT28 (8 Wo.)AT | CH39 (2 Wo.)CH | Erstveröffentlichung: 15. März 2010                                                                          |
| 2010 | Touch a New Day A, P Lena Meyer-Landrut                                                       | DE13 (11 Wo.)DE | AT26 (7 Wo.)AT | — | Erstveröffentlichung: 2. August 2010                                                                         |
| 2011 | Taken by a Stranger P Lena Meyer-Landrut                                                      | DE2 (16 Wo.)DE | AT18 (8 Wo.)AT | CH29 (2 Wo.)CH | Erstveröffentlichung: 18. Februar 2011                                                                       |
| 2011 | What a Man P Lena Meyer-Landrut                                                               | DE21 (5 Wo.)DE | — | — | Erstveröffentlichung: 2. September 2011                                                                      |
| 2012 | Ävver et Hätz bliev he in Kölle A, P Stefan Raab mit den Höhnern                              | DE38 (4 Wo.)DE | — | — | Erstveröffentlichung: 8. November 2012                                                                       |
| 2013 | Revolution A Dicks on Fire feat. Lena                                                         | DE63 (1 Wo.)DE | — | — | Erstveröffentlichung: 11. Oktober 2013                                                                       |
| 2014 | Lass das mal den Papa machen. A, P Bernd Stromberg                                            | DE40 (3 Wo.)DE | — | — | Erstveröffentlichung: 14. Februar 2014                                                                       |
| 2014 | Wir kommen, um ihn zu holen A, P Stefan Raab                                                  | DE43 (5 Wo.)DE | — | — | Erstveröffentlichung: 26. Mai 2014                                                                           |
| 2024 | Pa aufs Maul A, P Stefan Raab feat. Sido & Ski Aggu                                           | DE84 (1 Wo.)DE | — | — | Erstveröffentlichung: 14. September 2024                                                                     |
| Folgende Lieder erschienen nicht als Single, wurden aber durch das Album zum Download und Streaming bereitgestellt und konnten somit eine Platzierung erlangen: |                                                                                               | | | | |
| |                                                                                               | | | | |
| 2011 | Push Forward P Lena Meyer-Landrut                                                             | DE15 (4 Wo.)DE | — | — | Charteinstieg: 4. März 2011                                                                                  |
| 2011 | Maybe P Lena Meyer-Landrut                                                                    | DE53 (2 Wo.)DE | — | — | Charteinstieg: 4. März 2011                                                                                  |
| 2011 | A Million and One P Lena Meyer-Landrut                                                        | DE55 (1 Wo.)DE | — | — | Charteinstieg: 4. März 2011                                                                                  |
| 2011 | Mama Told Me A, P Lena Meyer-Landrut                                                          | DE58 (1 Wo.)DE | — | — | Charteinstieg: 4. März 2011                                                                                  |

## Boxsets
| Jahr | Titel Musiklabel                                          | Anmerkungen                             |
| ---- | --------------------------------------------------------- | --------------------------------------- |
| 2021 | TV total Kult Classics – Limitierte Fan-Box Raab TV (RTV) | Erstveröffentlichung: 12. November 2021 |

## Sonderveröffentlichungen
| Jahr | Titel Album                                                                | Anmerkungen                                                                                         |
| ---- | -------------------------------------------------------------------------- | --------------------------------------------------------------------------------------------------- |
| 1996 | Gut geh’n Dicke Dinger                                                     | Erstveröffentlichung: 21. Juni 1996 Bürger Lars Dietrich feat. Stefan Raab                          |
| 2000 | Maschen-Draht-Zaun On the Road                                             | Erstveröffentlichung: 2000 Stefan Raab & Truck Stop                                                 |
| 2011 | Honky Tonk Show (Unplugged) MTV Unplugged – Live aus dem Hotel Atlantic    | Erstveröffentlichung: 16. September 2011 Udo Lindenberg feat. Stefan Raab; Original: Udo Lindenberg |
| 2011 | Jonny Controlletti (Unplugged) MTV Unplugged – Live aus dem Hotel Atlantic | Erstveröffentlichung: 16. September 2011 Udo Lindenberg feat. Stefan Raab; Original: Udo Lindenberg |
| 2013 | Jonny Controlletti (Live) Ich mach mein Ding – Die Show                    | Erstveröffentlichung: 29. März 2013 Udo Lindenberg feat. Stefan Raab; Original: Udo Lindenberg      |
| 2013 | Sonderzug nach Pankow (Live) Ich mach mein Ding – Die Show                 | Erstveröffentlichung: 29. März 2013 Udo Lindenberg feat. Stefan Raab; Original: Udo Lindenberg      |

| Jahr | Titel Album                                                      | Anmerkungen |
| ---- | ---------------------------------------------------------------- | --- |
| 1996 | Hier kommt die Maus Die CD mit der Maus                          | Erstveröffentlichung: 4. März 1996 Original: Hans Posegga – Die Sendung mit der Maus (Titelmelodie)                           |
| 1996 | Hyme an die Maus Die CD mit der Maus                             | Erstveröffentlichung: 4. März 1996 mit Wolfgang Niedecken, Tommy Engel, Bürger Lars Dietrich, D’ Reeves & Die Thekenschlampen |
| 2001 | Daylight in Your Eyes Hits total Vol. 2                          | Erstveröffentlichung: 9. November 2001 mit Herb & The Heavytones; Original: No Angels                                         |
| 2001 | Ulla Kock am Brink Hits total Vol. 2                             | Erstveröffentlichung: 9. November 2001                                                                                        |
| 2002 | Lieblingsstern (Ich hab’ dich sehr, sehr gern) Hits total Vol. 3 | Erstveröffentlichung: 11. März 2002 mit Herb & The Heavytones; Original: Claudia Hagmeyer                                     |
| 2002 | Somethin’ Stupid Hits total Vol. 3                               | Erstveröffentlichung: 11. März 2002 mit Bully; Original: Frank & Nancy Sinatra                                                |
| 2002 | Wir kiffen! Hits total Vol. 3                                    | Erstveröffentlichung: 11. März 2002                                                                                           |
| 2002 | Gartennazis Hits total Vol. 5                                    | Erstveröffentlichung: 23. September 2002                                                                                      |
| 2002 | Alle drei zusammen Hits total Vol. 6                             | Erstveröffentlichung: 29. November 2002                                                                                       |
| 2002 | Tribute to Bootsy Collins Hits total Vol. 6                      | Erstveröffentlichung: 29. November 2002                                                                                       |
| 2013 | Revolution Hits total 2013                                       | Erstveröffentlichung: 29. November 2013 mit Max Mutzke; als Dicks on Fire feat. Lena                                          |

| Jahr | Titel Soundtrack                                                   | Anmerkungen                                                                                         |
| ---- | ------------------------------------------------------------------ | --------------------------------------------------------------------------------------------------- |
| 2003 | Probier’s mal mit Gemütlichkeit (Schön Locker) Das Dschungelbuch 2 | Erstveröffentlichung: 31. März 2003 Original: Phil Harris & Bruce Reitherman – The Bare Necessities |

## Statistik

### Chartauswertung
Die folgenden Tabellen spiegeln die Anzahl der Charterfolge von Raab in den Album-, Musik-DVD- sowie Singlecharts in allen D-A-CH-Staaten wieder. In Deutschland besteht die Besonderheit, dass sich Videoalben auch in den Albumcharts platzieren.
|                     | DE    | AT    | CH    |
| ------------------- | ----- | ----- | ----- |
| Nummer-eins-Alben   | DE—DE | AT—AT | CH—CH |
| Top-10-Alben        | DE2DE | AT1AT | CH—CH |
| Alben in den Charts | DE5DE | AT2AT | CH2CH |

|                       | DE     | AT    | CH    |
| --------------------- | ------ | ----- | ----- |
| Nummer-eins-Singles   | DE1DE  | AT1AT | CH—CH |
| Top-10-Singles        | DE8DE  | AT3AT | CH3CH |
| Singles in den Charts | DE19DE | AT9AT | CH8CH |

|                          | DE    | AT    | CH    |
| ------------------------ | ----- | ----- | ----- |
| Nummer-eins-Videoalben   | DE—DE | AT—AT | CH—CH |
| Top-10-Videoalben        | DE—DE | AT—AT | CH2CH |
| Videoalben in den Charts | DE—DE | AT—AT | CH2CH |

|                       | DE     | AT     | CH     |
| --------------------- | ------ | ------ | ------ |
| Nummer-eins-Singles   | DE2DE  | AT1AT  | CH—CH  |
| Top-10-Singles        | DE11DE | AT4AT  | CH4CH  |
| Singles in den Charts | DE29DE | AT14AT | CH15CH |

|                       | DE     | AT     | CH     |
| --------------------- | ------ | ------ | ------ |
| Nummer-eins-Singles   | DE2DE  | AT1AT  | CH—CH  |
| Top-10-Singles        | DE13DE | AT5AT  | CH5CH  |
| Singles in den Charts | DE38DE | AT18AT | CH18CH |

### Auszeichnungen für Musikverkäufe
Anmerkung: Auszeichnungen in Ländern aus den Charttabellen bzw. Chartboxen sind in ebendiesen zu finden.
| Land/RegionAuszeichnungen für Musikverkäufe (Land/Region, Auszeichnungen, Verkäufe, Quellen) | Gold     | Platin     | Verkäufe  | Quellen           |
| -------------------------------------------------------------------------------------------- | -------- | ---------- | --------- | ----------------- |
| Deutschland (BVMI)                                                                           | 7× Gold7 | 4× Platin4 | 2.550.000 | musikindustrie.de |
| Österreich (IFPI)                                                                            | Gold1    | Platin1    | 70.000    | ifpi.at           |
| Insgesamt                                                                                    | 8× Gold8 | 5× Platin5 |           |                   |